# 田京站

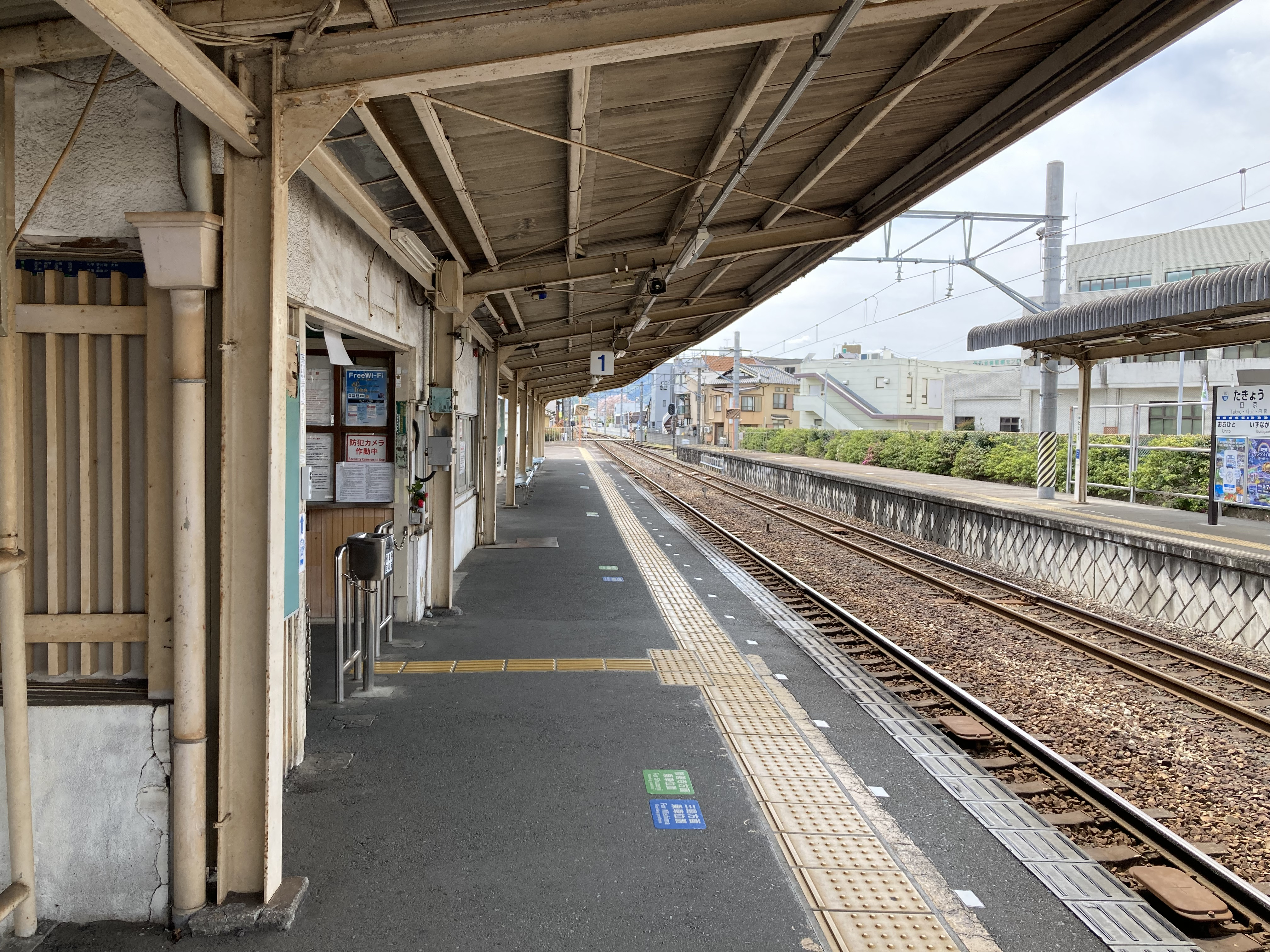
1號月台(2023年4月)

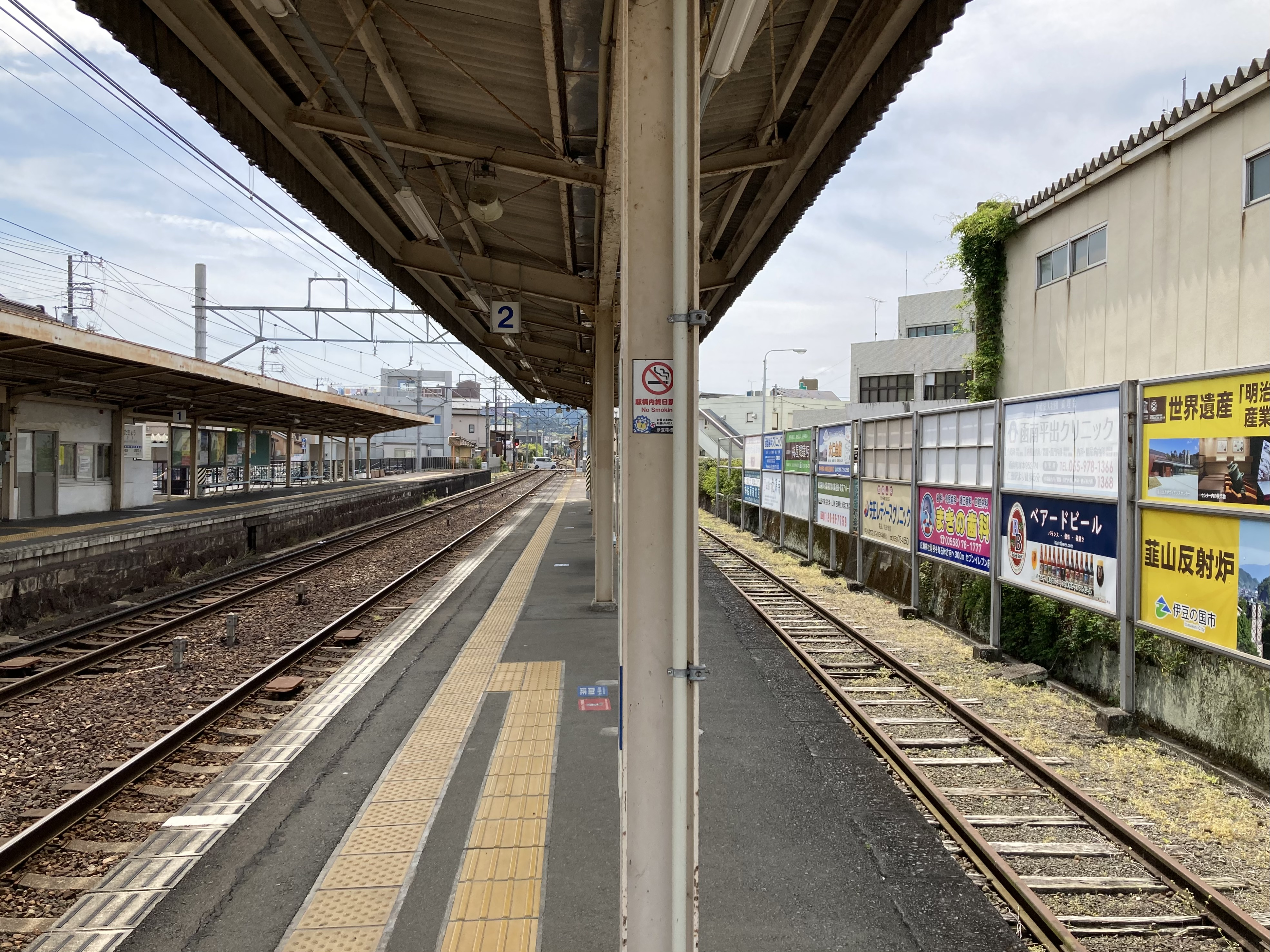
2號與3號月台
(2023年4月)

田京站（日语：／ Takyo eki */?）是位於靜岡縣伊豆之國市田京675番地之2，伊豆箱根鐵道的駿豆線車站。車站編號為IS10。

## 歷史
- 1899年（明治32年）7月17日：南條（現時：伊豆長岡）至大仁之間開通，此站啟用。
- 1936年（昭和11年）12月24日：增設貨物線工程完成。
- 1972年（昭和47年）6月16日：結束貨物起卸業務。
- 2015年（平成27年）3月27日：，在鐵道綜合技術研究所研究下，全球首架列車使用超導輸電技術於田京至修善寺之間成功行走[1]。在大仁站設置了超導輸電系統，以進行試驗行走。
- 2020年（令和2年)2月23日：當日起，與三島二日町站一同把車站職員當值時間改為早上7時至8時30分，其他時間原則上沒有車站職員當值[2]。

## 車站構造
此站是地面車站，設有1面2線的島式月台和1面1線的單式月台，共有2面3線的月台。車站大樓位於1號月台側，與2號月台之間設有站內平交道連接。
1號月台是單式月台，2號月台是島式月台面對單式月台一方，島式月台對面是側線。
側線現時為伊豆之國市政廳大仁分所的東洋釀造（現時：旭化成）引込線。終止貨運業務後，變成為臨時、貨物、工程列車等待、待避處。現時側線上的架空電纜已經撤走。
與三島田町、大場、伊豆仁田、韮山、伊豆長岡和大仁使用相同的發車音樂和發車鈴。此站的發車音樂由鎌田信號機製造。

### 月台
| 月台 | 路線   | 上下行 | 方向       |
| ---- | ------ | ------ | ---------- |
| 1    | 駿豆線 | 下行   | 修善寺方向 |
| 1    | 駿豆線 | 上行   | 三島方向※1 |
| 2    | 駿豆線 | 上行   | 三島方向※2 |

※1：當不需要列車交會時候，上行普通列車會在1號月台出發。這樣乘客不需要越過站內平交道。
※2：修善寺方向的列車可進入2號月台，早上下行不載客列車會在2號月台出發。

## 使用狀況
根據「靜岡縣統計年鑑」，在2018年（平成30年）度，1日平均乘車人次為1,315人。
| 年度               | 1日平均 乘車人次 | 參考資料 |
| ------------------ | ---------------- | -------- |
| 1993年（平成05年） | 2,069            | [ * 1 ]  |
| 1994年（平成06年） | 2,026            | [ * 2 ]  |
| 1995年（平成07年） | 2,075            | [ * 3 ]  |
| 1996年（平成08年） | 2,030            | [ * 4 ]  |
| 1997年（平成09年） | 1,925            | [ * 5 ]  |
| 1998年（平成10年） | 1,885            | [ * 6 ]  |
| 1999年（平成11年） | 1,787            | [ * 7 ]  |
| 2000年（平成12年） | 1,709            | [ * 8 ]  |
| 2001年（平成13年） | 1,633            | [ * 9 ]  |
| 2002年（平成14年） | 1,575            | [ * 10 ] |
| 2003年（平成15年） | 1,538            | [ * 11 ] |
| 2004年（平成16年） | 1,482            | [ * 12 ] |
| 2005年（平成17年） | 1,471            | [ * 13 ] |
| 2006年（平成18年） | 1,448            | [ * 14 ] |
| 2007年（平成19年） | 1,428            | [ * 15 ] |
| 2008年（平成20年） | 1,440            | [ * 16 ] |
| 2009年（平成21年） | 1,384            | [ * 17 ] |
| 2010年（平成22年） | 1,363            | [ * 18 ] |
| 2011年（平成23年） | 1,323            | [ * 19 ] |
| 2012年（平成24年） | 1,363            | [ * 20 ] |
| 2013年（平成25年） | 1,359            | [ * 21 ] |
| 2014年（平成26年） | 1,327            | [ * 22 ] |
| 2015年（平成27年） | 1,315            | [ * 23 ] |
| 2016年（平成28年） | 1,290            | [ * 24 ] |
| 2017年（平成29年） | 1,292            | [ * 25 ] |
| 2018年（平成30年） | 1,315            | [ * 26 ] |

## 車站周邊
- 伊豆之國市政廳大仁分所（舊大仁町（日语：大仁町）公所）
- G・K・B＆Village - 西南方步行8分鐘
- 修善寺道路（日语：修善寺道路）大仁中央交匯處（日语：大仁中央インターチェンジ）
- 國道136號（日语：国道136号）
- 國道414號（日语：国道414号）
- 狩野川

## 巴士路線
| 乘車處 | 乘車處 | 系統 | 主要途經         | 目的地   | 巴士公司   | 備註    |
| ------ | ------ | ---- | ---------------- | -------- | ---------- | ------- |
| 田京站 |        |      |                  | 宗光寺下 | 新東海巴士 | 假日1班 |
| 田京站 |        |      | 大仁小學、大仁站 | 修善寺站 | 新東海巴士 | 假日1班 |

## 相鄰車站
伊豆箱根鐵道
■駿豆線
■特急「踊子」
通過
■普通
伊豆長岡（IS09）－田京（IS10）－大仁（IS11）

## 注腳

### 使用狀況
1. ↑  靜岡縣統計年鑑1993（平成5年）PDF（日語）
2. ↑  靜岡縣統計年鑑1994（平成6年）PDF（日語）
3. ↑  靜岡縣統計年鑑1995（平成7年）PDF（日語）
4. ↑  靜岡縣統計年鑑1996（平成8年）PDF（日語）
5. ↑  靜岡縣統計年鑑1997（平成9年）PDF（日語）
6. ↑  靜岡縣統計年鑑1998（平成10年）PDF（日語）
7. ↑  靜岡縣統計年鑑1999（平成11年）PDF（日語）
8. ↑  靜岡縣統計年鑑2000（平成12年）PDF（日語）
9. ↑  靜岡縣統計年鑑2001（平成13年）PDF（日語）
10. ↑  靜岡縣統計年鑑2002（平成14年）PDF（日語）
11. ↑  靜岡縣統計年鑑2003（平成15年）PDF（日語）
12. ↑  靜岡縣統計年鑑2004（平成16年）PDF（日語）
13. ↑  靜岡縣統計年鑑2005（平成17年）PDF（日語）
14. ↑  靜岡縣統計年鑑2006（平成18年）PDF（日語）
15. ↑  靜岡縣統計年鑑2007（平成19年）PDF（日語）
16. ↑  靜岡縣統計年鑑2008（平成20年）PDF（日語）
17. ↑  靜岡縣統計年鑑2009（平成21年）PDF（日語）
18. ↑  靜岡縣統計年鑑2010（平成22年）PDF（日語）
19. ↑  靜岡縣統計年鑑2011（平成23年）PDF（日語）
20. ↑  靜岡縣統計年鑑2012（平成24年）PDF（日語）
21. ↑  靜岡縣統計年鑑2013（平成25年）PDF（日語）
22. ↑  靜岡縣統計年鑑2014（平成26年）PDF（日語）
23. ↑  靜岡縣統計年鑑2015（平成27年）PDF（日語）
24. ↑  靜岡縣統計年鑑2016（平成28年）PDF（日語）
25. ↑  靜岡縣統計年鑑2017（平成29年）PDF（日語）
26. ↑  靜岡縣統計年鑑2018（平成30年）PDF（日語）

## 外部連結
- 伊豆箱根鐵道　田京站 （页面存档备份，存于）（日語）